# Crkva Gospe Anuncijate u Hvaru
 Crkva Gospe Anuncijate (Navještenja Blažene Djevice Marije), rimokatolička crkva u Hvaru, zaštićeno kulturno dobro.

## Opis dobra
Crkva Gospe Anuncijate prvi se put u izvorima spominje u prvoj polovini 15. stoljeća kao nadarbina plemićke obitelji Zorzi, a izgrađena je na zapadnoj padini brda sv. Mikule i nalazi se u sjeverozapadnom dijelu hvarskoga predjela Burak. Izvorno je stajala na hridinama blizu mora, a u strukturi južnoga zida sakristije, koji se ističe debljinom i nepravilnom strukturom zidanja, neki autori uočavaju ostatke kasnoantičkih obzida. Danas je crkva ugrađena u stambeni blok tako da ima samo dva pročelja, sjeverno i zapadno, koje je okrenuto ka glavnoj ulici Burka. Crkva je jednobrodna građevina građena priklesanim kamenom slaganim u horizontalne redove, ima tlocrt izduljenoga pravokutnika, s glavnim portalom na zapadu i svetištem na istoku. Crkva nema naglašenu apsidu, na sjevernom zidu ima bočni ulaz s pretprostorom, a južno od crkve su sakristija i prostorije bratovštine nad njom. Na sjevernom i južnom pročelju po jedan je polukružni barokni prozor.

## Zaštita
Pod oznakom Z-6397 zavedena je kao nepokretno kulturno dobro - pojedinačno, pravna statusa zaštićena kulturnog dobra, klasificirano kao "sakralna graditeljska baština".